# Avro Lancaster
Avro Lancaster var det av brittiska flygvapnets tunga bombplan som hade störst framgångar. Planet blev en mycket lyckosam konstruktion trots att det utvecklades från den misslyckade Avro Manchester. Endast ett fåtal ändringar av design eller motorer gjordes trots att 7 378 plan tillverkades under andra världskriget. Föregångaren hade två opålitliga Rolls-Royce Vulture X24-motorer, men konstruktören Roy Chadwick fick genom att öka spännvidden och förse bombaren med fyra pålitliga Rolls-Royce Merlin V12-motorer en framgångsrik konstruktion.
En speciell variant iordningställdes 1943 då den brittiska krigsledningen beslutade att rasera tre av de dammar, som kontrollerade vattenflödet i Ruhrområdet. Planen, som tillhörde den särskilt upprättade 617:e bombdivisionen, utrustades för att bära en roterande och studsande bomb för att kunna förstöra dammarna Möhne, Eder och Sorpe. Attacken mot dammarna av de så kallade Dam Busters, som hade kodbeteckningen operation Chastise ("tukta"), ägde rum natten mot 17 maj 1943. Det var även 617:e som sänkte det tyska slagskeppet Tirpitz den 12 november 1944, efter många försök från de allierades sida. 
Ytterligare en specialvariant, som också tillfördes 617:e bombdivisionen, iordningställdes för att kunna bära en 10-tons bomb med beteckningen Grand Slam för att kunna uppnå verkan mot mål som var skyddade genom kraftiga betongförstärkningar.

## Användning i Sverige

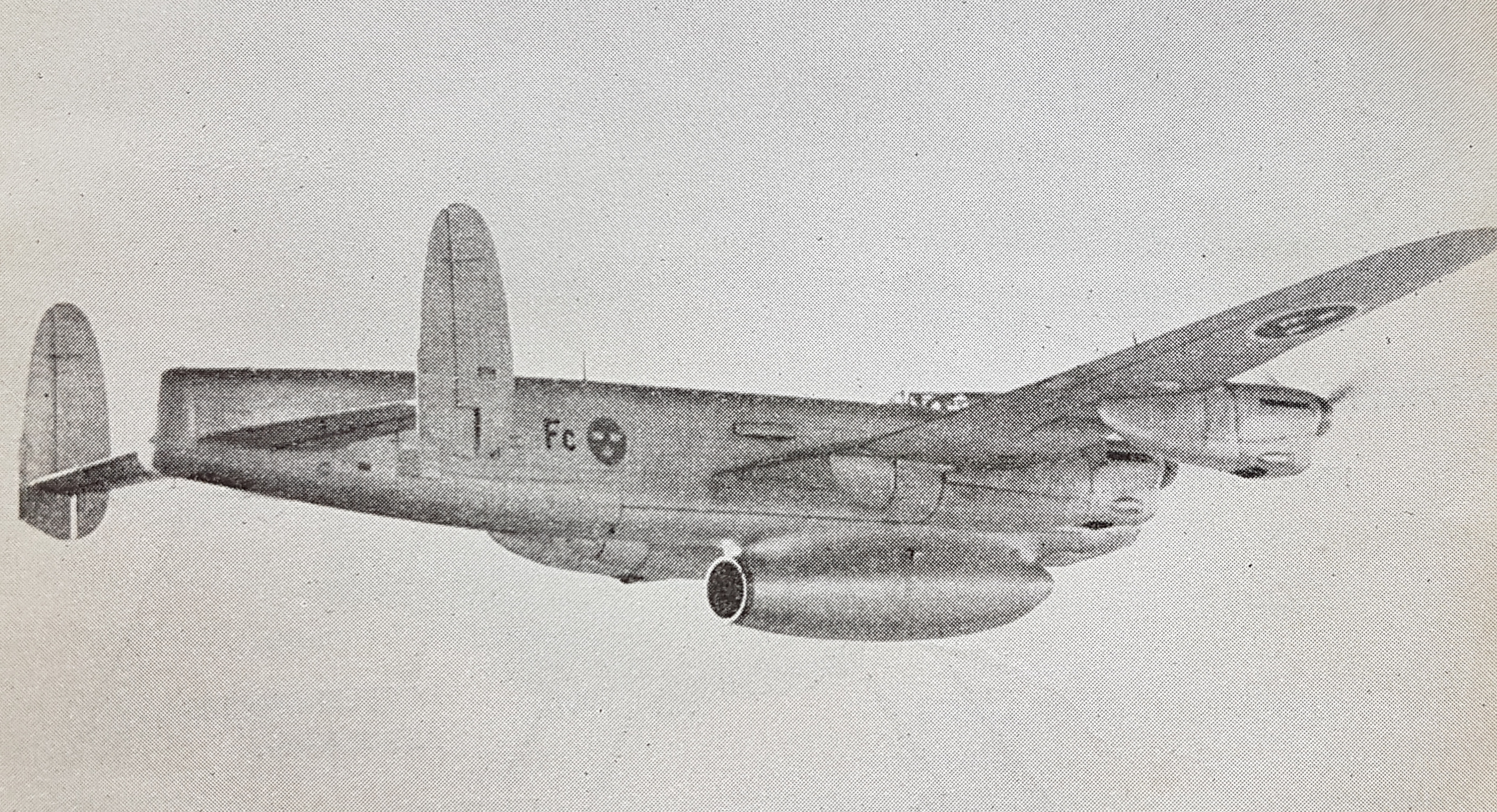
Tp 80 (Avro Lancaster) med Dovern motor

Under 1950-talet införskaffade Sverige en Avro Lancaster som specialmodifierades för att användas för test av jetmotorerna som utvecklades vid STAL i Finspång. Flygplanstypen kom i Sverige att få benämningen Tp 80 och användes som flygande provbänk för jetmotorer mellan åren 1951 och 1956.
När försöken med jetmotorer inleddes i England användes några modifierade Lancaster som flygande motorprovbänk.
Vid STAL i Finspång pågick ett svenskt utvecklingsarbete med jetmotorerna Glan och Dovern under Curt Nicolins ledning. Efter att motorerna testkörts på marken i Finspång ansåg man att man kunde inleda flygutprovningen. För att få tillgång till ett lämpligt provflygplan kontaktade Flygförvaltningen det brittiska flygministeriet för att köpa en Lancaster som kunde användas vid de svenska provflygningarna.
Efter förhandlingar fick man köpa en tidigare RAF Lancaster (serienummer RA 805) som fördes över till Hamble för ombyggnad. På flygplanskroppens undersida byttes all lättmetall ut mot rostfri stålplåt för att undvika struktur- och värmeskador. Bombrummet förstärktes och försågs med upphängningsanordningar och motorfästen och under buken placerades en stor motorgondol. För att skydda sporrhjulet från det varma utblåset gjordes det infällbart. På den plats där den tidigare radiooperatören suttit monterades alla övervakningsinstrument som var anslutna till jetmotorn.
I början av maj 1951 leveransflögs flygplanet från England till Försökscentralen (FC) på Malmslätt, där det även baserades. Första provflygningen med en Dovern genomfördes 27 juni 1951. Totalt flög man 130 timmar med Dovernmotorn, innan Flygförvaltningen bestämde sig för att använda engelska motorer till de svenska flygplanen. Under våren 1953 byggde man om motorfundamentet för att kunna flyga med de Havilland Ghost-motorn och den svenskkonstruerade efterbrännkammaren. Flygplanet kom senare även att användas vid utprovningen av Rolls Royce Avon som skulle användas till J 32B och J 35A. Under en av dessa provflygningar totalhavererade flygplanet den 8 maj 1956 vid Slaka kyrka sydväst om Linköping. Vid haveriet omkom två ur besättningen medan två lyckades rädda sig med fallskärm.